# Сесса, Доминик
Доминик Сесса (англ. Dominic Sessa; род. 25 октября 2002, Черри-Хилл, Нью-Джерси) — американский киноактёр. Номинант на премию BAFTA (2024).

## Карьера
Актёрская карьера Доминика стартовала в школьных постановках, где он пробовал себя также в режиссуре.
Сесса дебютировал в кино в фильме Александра Пэйна о взрослении «Оставленные» (2023), исполнив роль проблемного ученика закрытой мужской школы Ангуса Талли. На эту роль он был выбран на кастинге из 12 претендентов. Актёрская игра принесла Доминику премию Ассоциации кинокритиков Вашингтона за лучший прорыв года (2023), премию «Выбор критиков» в категории «Лучший молодой исполнитель» (2024), а также номинацию на премию BAFTA за лучшую мужскую роль второго плана (2024).
В сентябре 2023 года Сесса был включён в список «10 актёров, за которыми стоит следить в 2023 году» журнала Variety.

## Фильмография
| Год  | Русское название | Оригинальное название |
| ---- | ---------------- | --------------------- |
| 2023 | Оставленные      | The Holdovers         |
| 2025 | Иллюзия обмана 3 | Now You See Me 3      |
| 2025 | Oh. What. Fun.   | Oh. What. Fun.        |
| 2025 | Эвакуаторщик     | Tow                   |